# 僧稠
僧稠（480年－560年），孙姓，北魏和北齐时期的著名僧人，祖籍昌黎，後迁居钜鹿瘿陶（今河北宁晋）。僧稠自小孝顺、诚信，青年时期研读传世典籍，通晓五经、史书，被朝廷征为太学博士，才能和声望力压群臣，然情随事迁、烦扰不断，通过阅读佛教经典，以求解脱。
僧稠後來在钜鹿景明寺依僧寔出家，因緣際會被跋陀和勒那摩提（Ratnamati）的门人道房禪師引为弟子受行止觀。此後，他雲遊定州（今河北保定）嘉魚山，依《涅槃經．聖行品》修四念處；又詣趙州障供山道明禪師，受數息觀十六特勝法。安居五夏，日唯一食，鑽研禪法，又常修死想觀。後於鵲山（今河北邢台）證得深定，至少林寺請祖師跋陀禪師印證，而獲認可。他在止觀禅法上造诣颇深，立基於部派禪觀，又學大乘禪法。從其對門人僧邕之語「五停四念，將盡此生矣」來推測，五停心和四念處即為僧稠所傳下的禪法。
僧稠多次受帝王徵召，皆不應請。當北齊文宣帝於天保二年（551）詔請僧稠到鄴城時，僧稠首次同意召請而入鄴。文宣帝從僧稠學習禪定，受菩薩戒。在天保三年（
552）於鄴城西南建雲門寺，請僧稠任寺主，另兼石窟寺寺主。天保六年（555）僧稠參與小南海石窟的重新開鑿。北齐乾明元年（560年），僧稠圆寂。
僧稠撰有「止觀法」兩卷，不傳。在敦煌遺書伯希和第三六六四號卷中，則收有《稠禪師意》、《稠禪師藥方療有漏》，以及作者題為「稠禪師」的《大乘心行論》，敦煌遺書中尚有《稠禪師解虎贊》的讚文作品。另外，在小南海石窟（禪修洞）的中窟刻有《觀無量壽經》的九品往生浮雕，為弟子依法習禪之所。《續高僧傳》的著者道宣律師，將僧稠與禪宗達摩之禪法並列，稱「稠懷念處，清範可崇；摩法虛宗，玄旨幽賾。可崇則情事易顯，幽賾則理性難通」。

## 外部連結
- 敦煌文獻與僧稠的禪法 （页面存档备份，存于）
- 北朝《觀無量壽經》觀──以僧稠小南海石窟與淨影慧遠《觀無量壽經義疏》為中心 （页面存档备份，存于）
- 小南海石窟中窟外壁經文與偈贊 （页面存档备份，存于）